# Bathmocercus
Genre
Bathmocercus est un genre de passereaux de la famille des Cisticolidae. Il se trouve à l'état naturel en Afrique de l'Ouest, centrale et de l'Est.

## Liste des espèces
Selon la classification de référence du Congrès ornithologique international (version 8.1, 2018) :
- Bathmocercus cerviniventris (Sharpe, 1877) — Bathmocerque à capuchon, Éminie à capuchon noir, Fauvette aquatique à capuchon noir, Fauvette rousse à capuchon, Rousselette à capuchon
- Bathmocercus rufus Reichenow, 1895 — Bathmocerque à face noire, Fauvette rousse à face noire, Rousselette à face noire
  - Bathmocercus rufus rufus Reichenow, 1895
  - Bathmocercus rufus vulpinus Reichenow, 1895